# Městská autobusová doprava v Moskvě

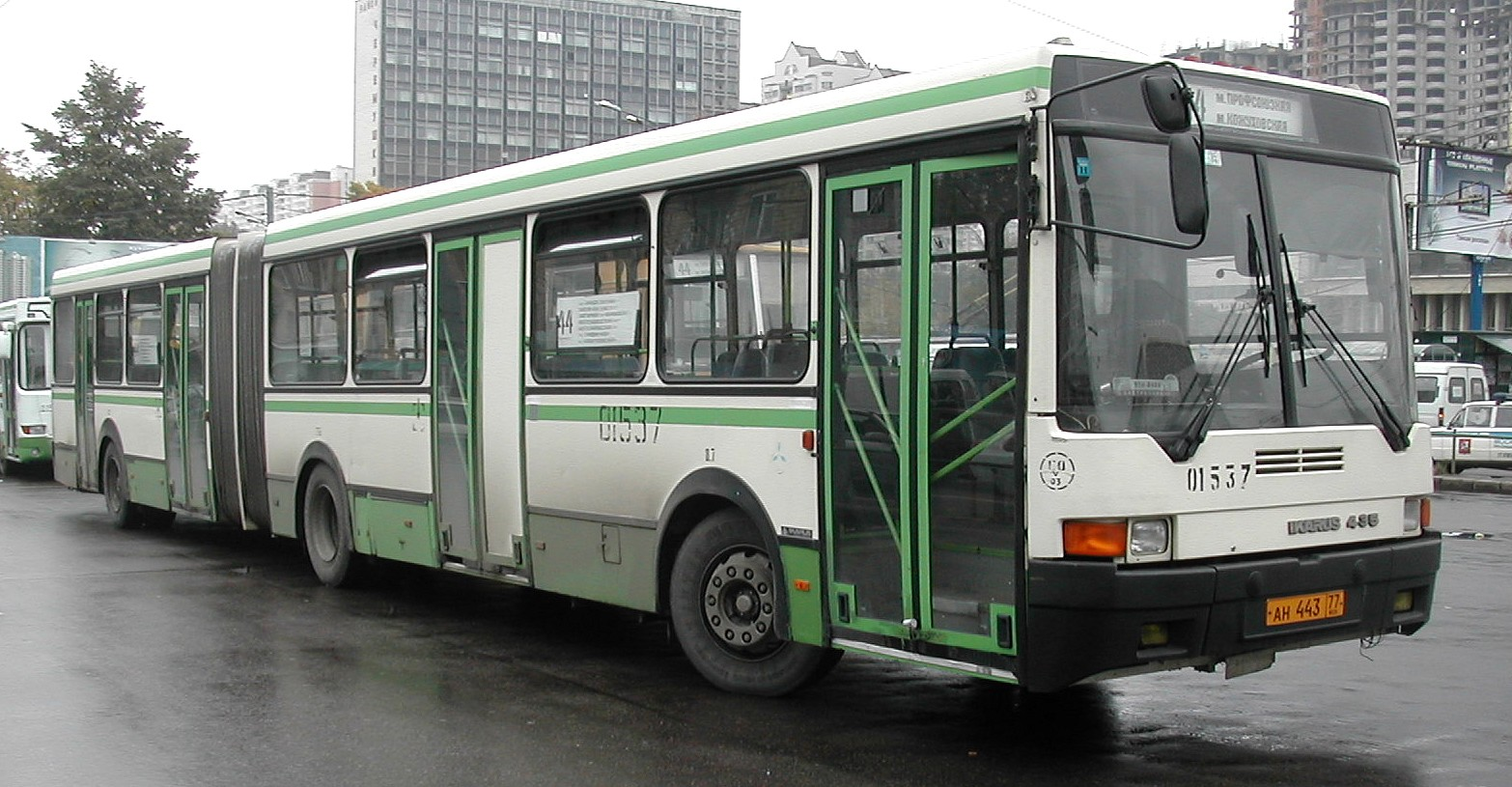
Současný autobus typu Ikarus 435

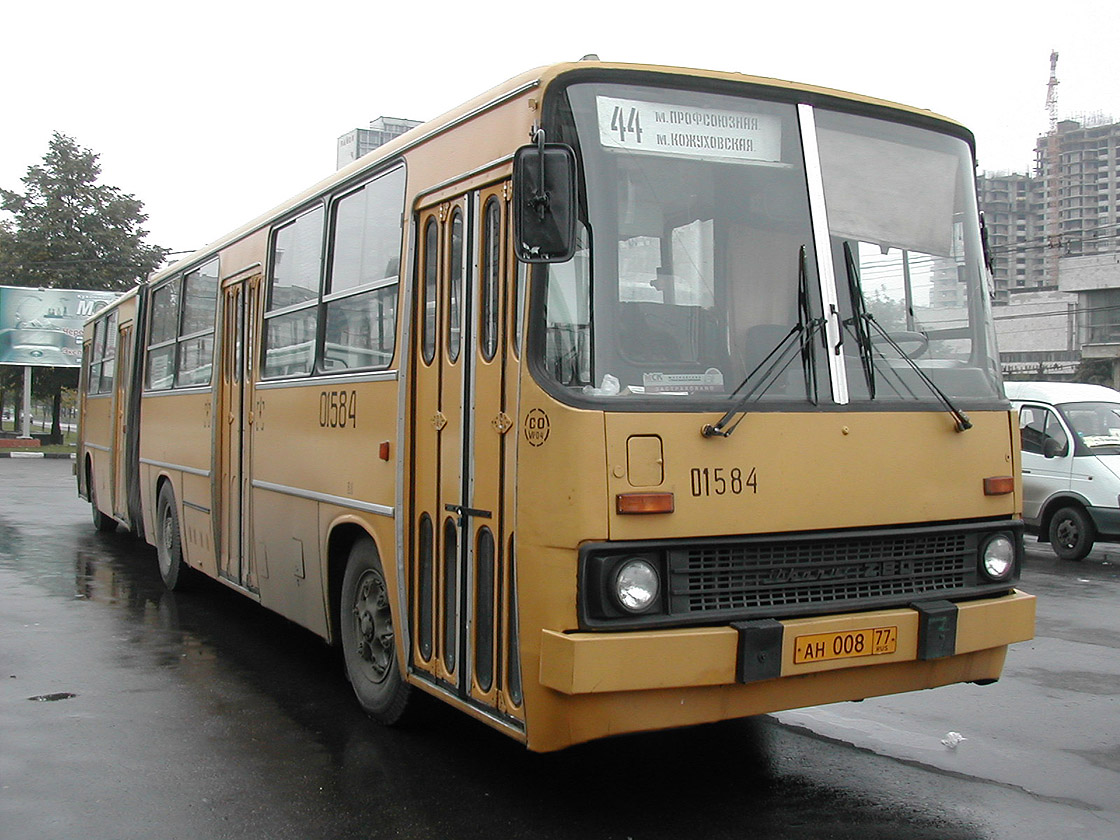
Moskevský autobus typu Ikarus 280

Autobusová síť doplňuje v Moskvě další dvě (metro, tramvaje). V současné době autobusová doprava hraje klíčovou roli v okrajových rajónech, kde není metro, a v tangenciálních směrech mezi jednotlivými radiálami podzemky. V centru města autobusové linky téměř neexistují – slouží tu již další tři druhy dopravy. Autobusy jezdí v Moskvě přes osmdesát let; na počátku 21. století se zde nachází už tisíc linek.

## Historie

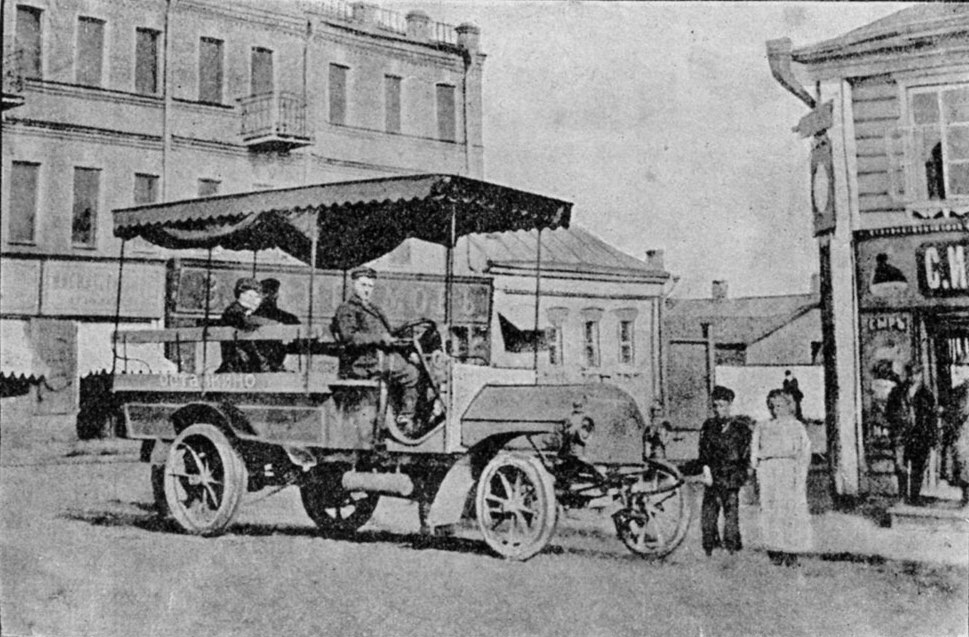
První autobusová linka pro veřejnost v oblasti dnešní Moskvy, Marjina Rošča – Ostankino, otevřená v roce 1907

První městský autobus v Moskvě vyjel do ulic sice již 8. srpna 1924, přesto se o zavedení tohoto druhu dopravy začalo uvažovat již v roce 1917. Jediná linka tehdy spojovala náměstí Tří nádraží s Tverskou bránou. Nasazeny byly anglické autobusy od firmy Leyland, které byly schopné přepravit až 28 cestujících. Tyto vozy se ještě uplatnily v pozdějších letech i v dalším městě, Jaroslavli. Přestože během 20. i 30. let se počet linek stále zvyšoval, ještě zpočátku padesátých let měly autobusy na celkovém výkonu veškeré moskevské MHD podíl pouze osmiprocentní.
Teprve v následujících poválečných desetiletích došlo k většímu rozvoji. Výstavba nových čtvrtí (většinou sídlišť a později panelových sídlišť) si vyžádala reorganizaci dopravní sítě a kladla nové nároky, které nemohl tramvajový provoz splnit. Zatímco v 50. letech existovalo 24 linek, v další dekádě to bylo již 88 a o dalších deset let později již 228 (nejsou započítány příměstské, jejich počet byl o něco vyšší). Zpočátku měla síť linek charakter radiál, autobusy jezdily po prospektech do vzdálenějších míst od centra metropole. Později však začaly autobusy plnit i roli napaječů metra a zajišťovat i tangenciální směry. V nejodlehlejších částech metropole byl autobus mnohdy jediným spojením se zbytkem Moskvy.
V 80. a 90. letech ještě stále rostl počet linek, a to na 342 a 496. Ke konci 80. let jezdilo denně okolo 3,3 milionu cestujících (tehdy mělo město 8,5 milionu obyvatel) a na autobus tak připadala jako na druh dopravy celkem třetina všech jízd cestujících v MHD.
V 90. letech však došlo vzhledem k změně společensko-hospodářských podmínek k jistým změnám. Financování veřejné dopravy bylo nyní mnohem obtížnější, neboť začátky tržní ekonomiky těžce dopadly na rozpočty každého města bývalého SSSR. Jistou záchranou se stalo dokončení některých úseků metra, kdy byly linky autobusů nahrazeny jiným druhem dopravy a vozy mohly být nasazeny na další velmi vytížená místa. Například roku 1994 po dokončení linky Serpuchovsko-Timirjazevskaja do stanice Altufjevo bylo zrušeno kolem deseti linek. Zmenšily se také možnosti obnovy vozového parku, neboť zavedení výrobci z východního bloku se ocitli v problémech a autobusy západní výroby byly příliš drahé.

## Vozový park a jeho historický vývoj

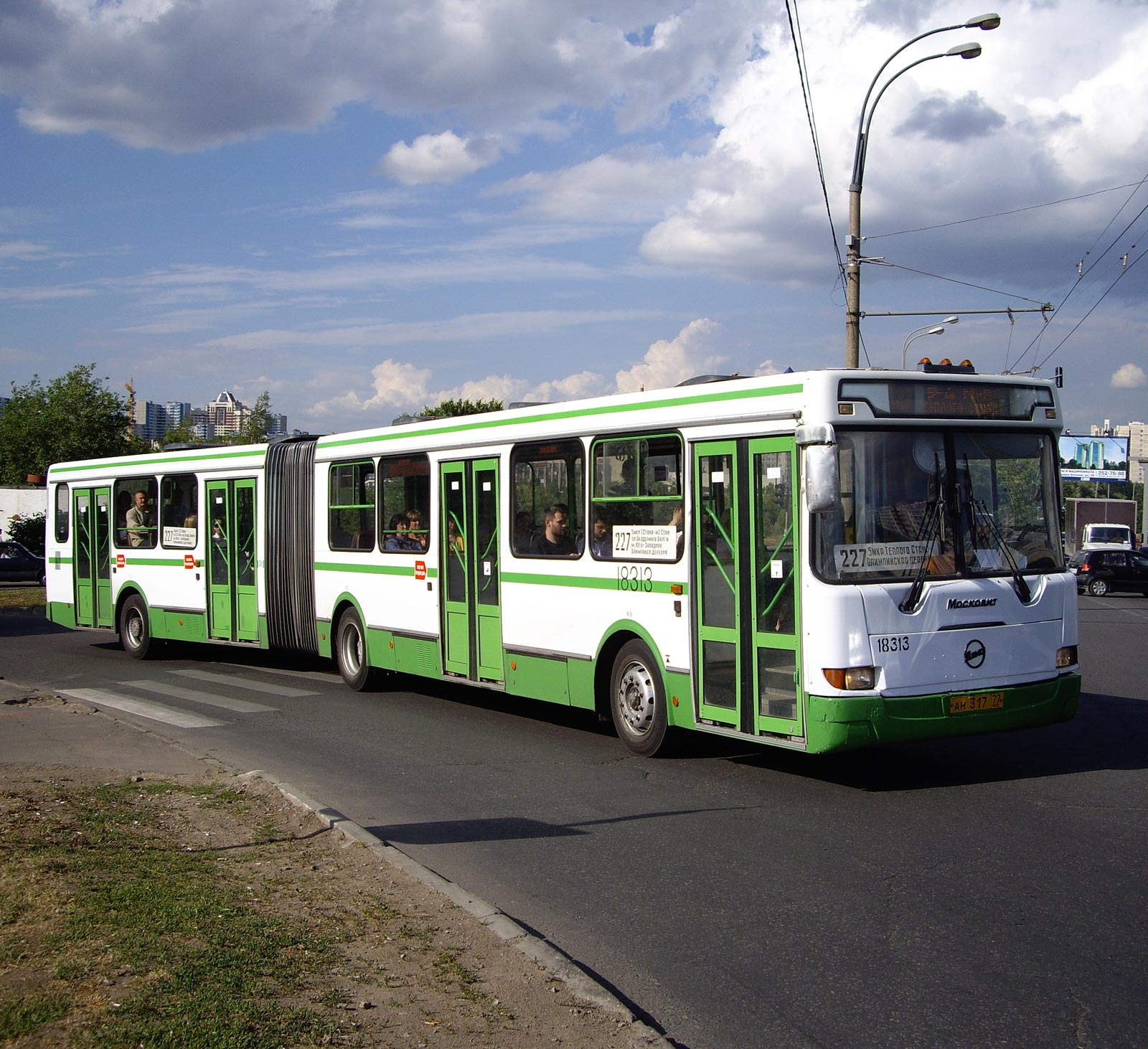
Autobus ruské výroby, typ LiAZ-6212

V meziválečném období moskevský autobusový park kromě anglických autobusů, které již byly uvedeny, tvořily také i stroje domácího původu typů AMO-4 (1931 – 1933), ZIS-8 (1934 – 1936), JA-6 a ZIS-16 (1938 – 1941). V některých úpravách tento poslední typ autobusů jezdil až do padesátých let (prošly ještě ale rekonstrukcí). V časech války byla větší část vozů použita pro válečné účely, zbytek byl přestavěn na jiné druhy pohonu (hlavně plynový) a sloužil dále.
Roku 1947 začal tehdejší Stalinův závod rusky Завод имени Сталина vyrábět nové autobusy typu ZIS-154. Následovaly ještě další typy, pak v tehdy sovětské metropoli začaly jezdit i autobusy jiných výrobců – například Likinského automobilového závodu, jedná se o typy LiAZ-158, LiAZ-158B, LiAZ-677 (ten jezdil v letech 1967 až 1999). Od roku 1969 pak přibyly i vozy od maďarské firmy Ikarus, nejprve typu Ikarus 180, později i ve východní Evropě rozšířenější Ikarus 260 a 280 (kloubová verze předchozího). Ty se v 70. a 80. letech staly základem celého vozového parku. Po roce 1991 dochází k větší variabilitě neboť se postupem času rozšířil výběr nových modelů autobusů.
V současné době zde jezdí autobusy převážně ruské výroby. Jedná se především od kamazy, mazy, nefazy, pár mercedesů, mikrobusy hlavně GAZelle a setra.

## Linkové označení
Autobusové linky jsou počítány od 1 do 1000. Kromě toho existují také i linky značené písmeny, například 41 nočních linek, jejich počet je však oproti zbytku velmi malý.